# Президентські вибори у США 1952
Президентські вибори в США 1952 року відбувалися 4 листопада в один із найнапруженіших моментів Холодної війни між Радянським Союзом та Сполученими Штатами. У США республіканський сенатор Реймонд Маккарті головував на сенатських розслідуваннях щодо проникнення комуністичних шпигунів в уряд Сполучених Штатів. Очолене Маккарті «полювання на відьом» (пізніше назване маккартизмом) разом із міжнародною напруженістю через тодішню корейську війну створило гарячу атмосферу передвиборної кампанії. Президент Гаррі Трумен вирішив не висуватися на наступний термін, тому Демократична партія номінувала губернатора Едлая Стівенсона з Іллінойсу, який мав репутацію інтелектуала та видатного оратора. Республіканці висунули відомого героя війни генерала Дуайта Ейзенхауера. Ейзенхауер переміг на виборах із величезною перевагою, закінчивши 20-річний період правління Демократичної партії.

## Вибори

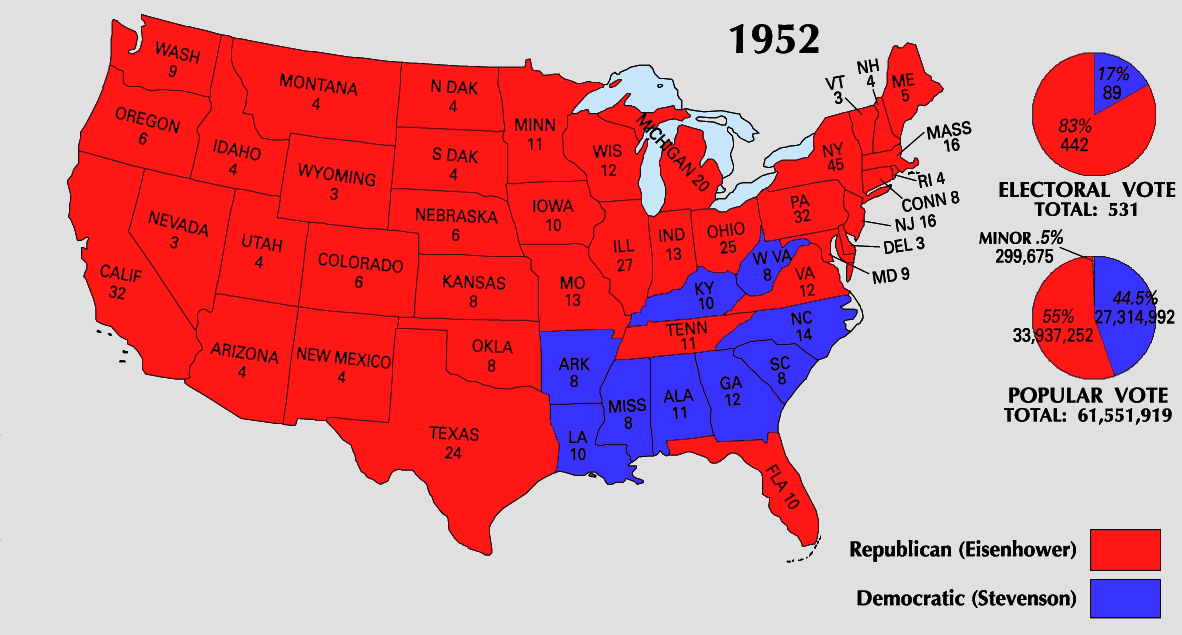
Результати президентських виборів в США 1952 року.

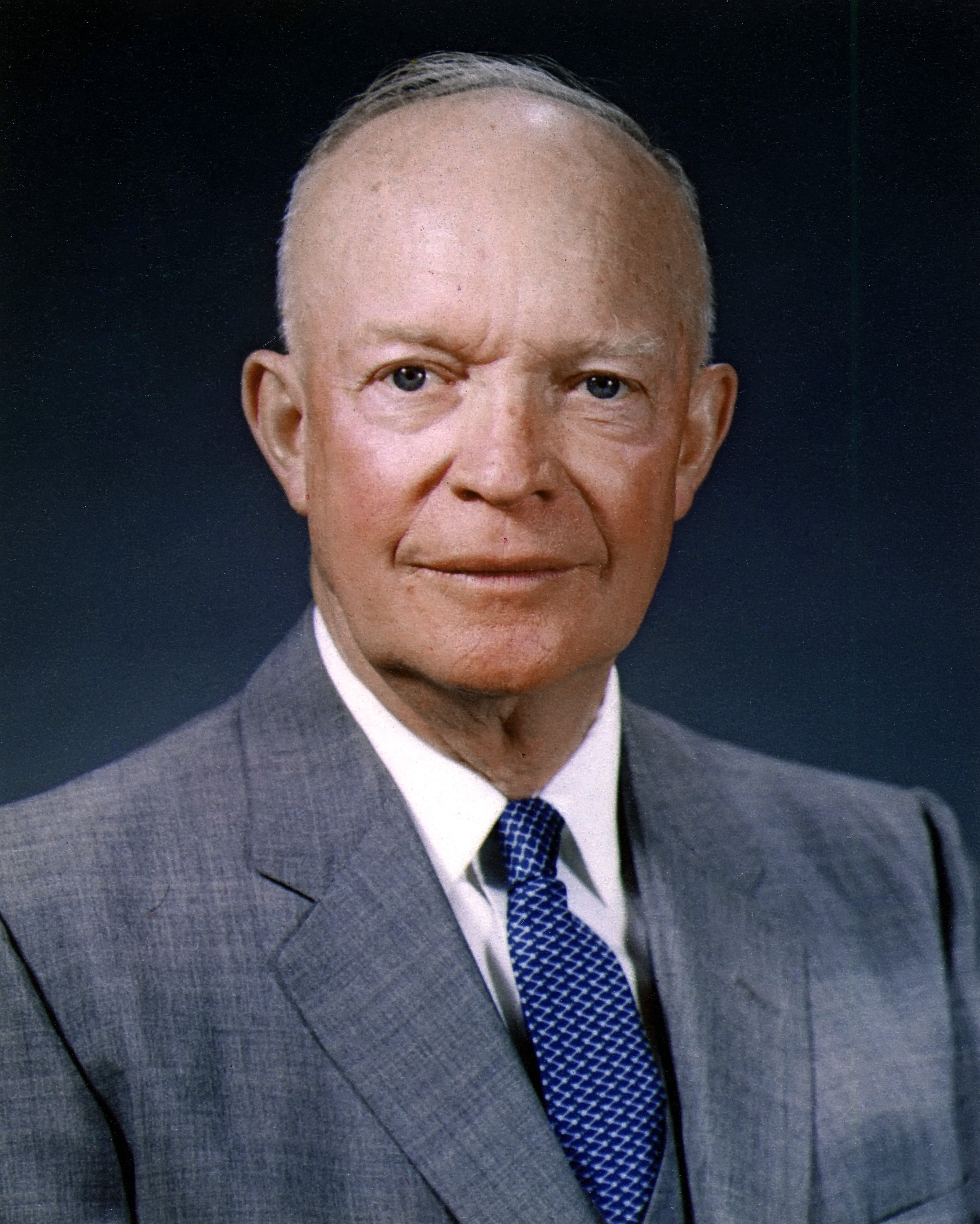
На виборах 1952 року Дуайт Девід Ейзенхауер був обраний 34-м президентом США.

### Кампанія
Президентську кампанію Дугласа Макартура ініціював 1951 року Гарольд Хант.

### Прогноз
П'ятий екземпляр першого американського комерційного комп'ютера UNIVAC I (акронім від англ. UNIVersal Automatic Computer I), зібраний для Комісії з атомної енергії США, компанія CBS використала для прогнозування результатів виборів президента. За опитуванням 1 % населення, що мало право голосу, була коректно спрогнозована перемога Дуайта Ейзенхауера.

### Результати
| Кандидат               | Партія                 | Виборці    | Виборці | Виборники |
| Кандидат               | Партія                 | Кількість  | %       | Виборники |
| ---------------------- | ---------------------- | ---------- | ------- | --------- |
| Дуайт Девід Ейзенхауер | Республіканська партія | 34 075 529 | 55,2 %  | 442       |
| Едлай Стівенсон        | Демократична партія    | 27 375 090 | 44,3 %  | 89        |
| Вінсент Хеллінан       | Прогресивна партія     | 140 746    | 0,2 %   | 0         |
| Стюарт Хемблі          | Prohibition            | 73 412     | 0,1 %   | 0         |
| Дуглас Макартур        | Конституційна партія   | 17 205     | 0,0 %   | 0         |
| інші                   |                        | 87 165     | 0,1 %   | 0         |
| Всього                 | Всього                 | 61 769 147 | 100 %   | 531       |

### Реакція
Радянський уряд негативно сприйняв перемогу Ейзенхауера. Американський журналіст Джеймс Рестон після оголошення результатів виборів звернувся до радянського посольства з листом, в якому вказував: »20 січня новий президент США займе свій пост. Ця подія викликала висловлення доброї волі від урядів майже всіх великих країн світу, крім Вашої".
«Безсумнівно, він [Сталін] так само, як і ми, побоюється виникнення війни, — відзначав радник британського посольства в Москві Грей у своєму повідомленні 3 березня 1953 — Це, на його [Сталіна] думку, набуло особливої гостроти внаслідок зміни уряду США».